# Pelegrina flavipes
Pelegrina flavipes är en spindelart som först beskrevs av George William Peckham och Elizabeth Maria Gifford Peckham 1888.  Pelegrina flavipes ingår i släktet Pelegrina och familjen hoppspindlar. Inga underarter finns listade i Catalogue of Life.